# Venecia

Localização de Venecia, no departaento de Antioquia.

Venecia é uma cidade e município da Colômbia, no departamento de Antioquia. Dista 60 quilômetros da cidade de Medellín. O municipio possui uma superfície de 141 quilômetros quadrados.